# 华裔墨西哥人

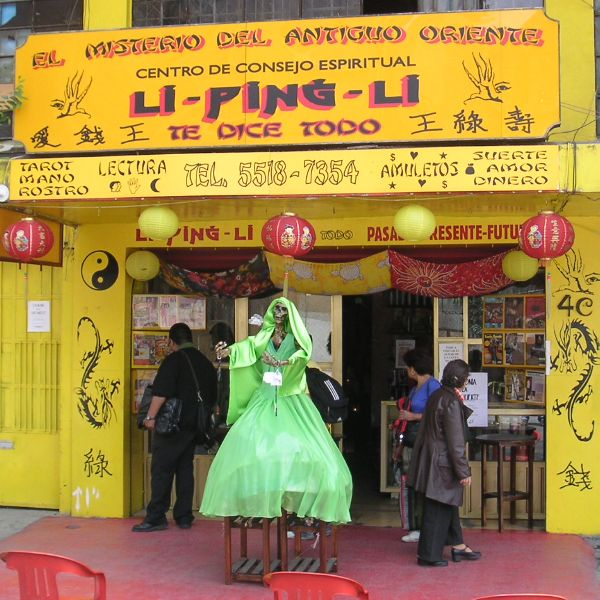
墨西哥城唐人街的中式算命店铺，门口有一具死亡圣神塑像。

墨西哥華人主要祖籍大清廣東，尤其台山。移民到墨西哥的最大人数的移民群体是在以下两股移民潮中抵达的。第一股的时间从19世纪80年代跨越到20世纪40年代，而另一股重新崛起的移民潮是从21世纪早期开始抵达的。在1880年到1910年间，在波尔菲里奥·迪亚斯总统时期，墨西哥政府试图使国家现代化，尤其是建造轨道和发展人口稀少的北方各州。当政府无法吸引足够的欧洲移民之时，它便决定了允许华工移民们来到该国。起初，小型的华人群体大多出现在该国北部，但是到了20世纪初，在该国许多地方都能找到华人群体了，这其中包括首都墨西哥城。到了1930年，该国华人的数量约有18,000人。
不过，强烈的反华情绪在20世纪30年代导致了对墨西哥华人家庭的驱逐出境和非法驱逐行为，这尤其是在索诺拉州与锡那罗亚州。到1940年，官方共记录了618名相关的墨西哥华人。就在第一波驱逐之后，墨西哥华人家庭开始被遣返回国，这导致了在20世纪30年代晚期到20世纪80年代间的两次大型的回归和多次小群体的回归。今天，在墨西哥有两个重要的华人群体，一个在墨西卡利，一个在墨西哥城。
在几十年的低数量移民之后，华人移民的数量再一次地迅速增加。在2000年的人口普查中，生活在这个国家的华人公民有1,754人，而在2010年的人口普查中，永久居住者的数量达到了6,655人，其总移民人口（永久性的与临时性的）约有11,000人。在2009年，国家移民协会（Instituto Nacional de Migración）批准了2,661份来自中国的个人移民请求，而在2010年，这个数目则是3,620份。这意味着一年就增长了36%。在2013年，有54440名移民被授予了永久居住权，其中4,743人（8.71%）是华人，除了美利坚人达到了12,905人（23.7%）外，这个数目比别的任何族群的都高。

## 移民到墨西哥

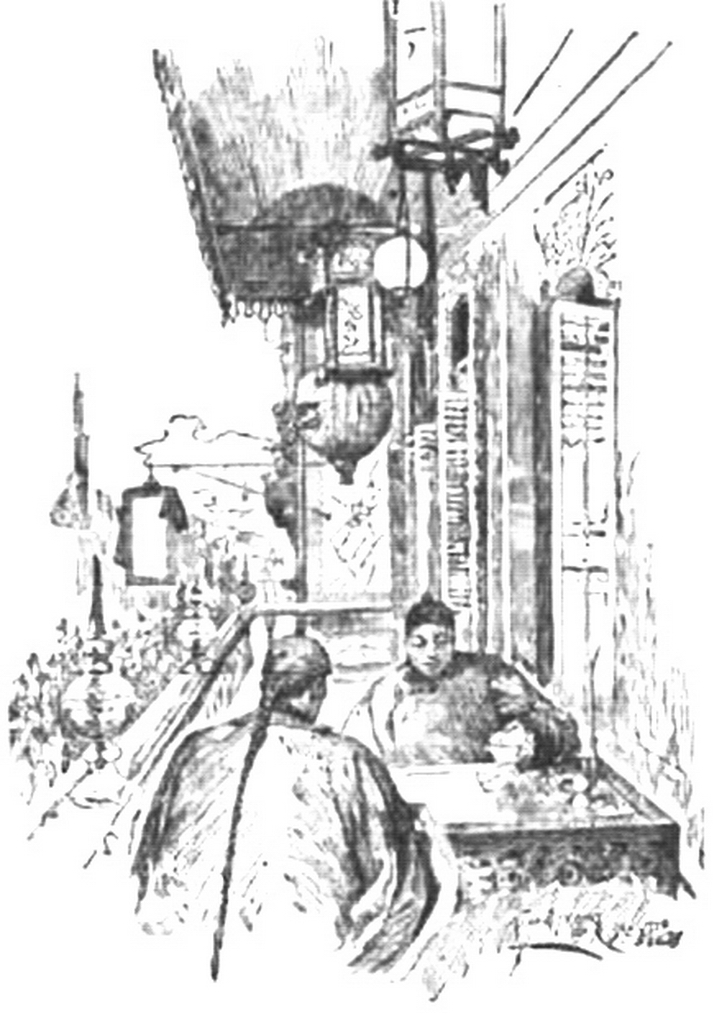
来自书籍《墨西哥、加利福尼亚及亚利桑那；旧墨西哥及其失去的省份的新修版》（1900）。（图片说明为“华人区的一个露台”）

墨西哥外来移民所占百分比最高的时候是1930年。这其中的一个原由是从19世纪20年代到20世纪20年代，墨西哥深陷于政治动荡和内战之中。另一个原由是比起美国与阿根廷，它并没有大量的开阔土地来吸引农民们。尽管那些已经到来了的移民们数量很小，但是他们在经济上深深影响了墨西哥。欧洲和美国的投资者到来并支配了采矿业、石油业以及商品作物的农业。欧洲和中国的移民接管了银行业和批发商业，还成为了墨西哥工业化的先锋。
大多数在19世纪来到墨西哥的欧洲人都是年轻的单身汉，他们的目标本来是发财，之后回到祖国，结婚和休息。这些人大多数都一直认为他们自己充其量不过是临时居民，并且从未融入墨西哥社会。许多美国人在19世纪定居在了得克萨斯（墨西哥称得哈斯，Tejas），不过这最终导致了得克萨斯脱离墨西哥以及之后的美墨战争。这使得墨西哥有许多人都对大规模移民的想法不快。
尽管如此，从1876年到1910年，墨西哥人却一致地在努力鼓励欧洲移民的到来，来使人口“白人化”以及为国家带来资本。他们的目标是居住于空旷的北方各州并发展它们，以及将欧洲人的教育与习俗推广到原住民们所支配的农村地区。这被认为会使该国现代化，使其经济全球化。不过，由于气候原因，政府无法诱使足够的欧洲人定居在荒芜的北方各州。
在19世纪末和20世纪初抵达了墨西哥的那些欧洲和美国的白人们，大多数都与那些与轨道和采矿有关的公司们有关联。这些公司招来了中国和其他地方的苦力。从19世纪80年代到20世纪20年代，亚洲人，尤其是华人，成为了墨西哥增长最快的移民群体，从1895年的1500人左右激增到了1910年的20000人左右。尽管他们成为了墨西哥最后一批大型移民势力，然而波尔菲里奥·迪亚斯本人却对外来人口的存在变得猜疑。他将这些外来人建造的轨道国有化并在墨西哥革命前的最后几年里签署了第一份限制移民的法律。

## 抵达
不算殷人东渡、法显、郑和船队等边缘理论，已知的最早的华人抵达墨西哥的事件是在1635年。这一群人后来成为了墨西哥城的仆人与理发师。西班牙理发师们向总督抗议，称他们竞争不过对方，并且请求驱逐这些华人。这之后，虽然这些华人理发师未被驱逐，但是他们的人数受到了严格的限制。
从西属菲律宾乘坐马尼拉-阿卡普尔科大帆船而被运到阿卡普尔科的亚洲奴隶们被叫作“奇诺”（Chino），也就是“华人”的意思。不过，实际上，他们来自各种各样的民族，包括日本人、马来人、菲律宾人、爪哇人、帝汶人，以及来自孟加拉、印度、锡兰、望加锡、蒂多雷、德尔纳特（或译“特尔纳特”“德那地”等）及中国的人们。菲律宾人组成了这些人人口的大多数。在墨西哥的这个由各种亚洲人组成的群体里，这些人被西班牙人叫作“中国印第安人”（Los Indios Chinos）。这些奴隶大多数都是男性并且是从葡萄牙奴隶贸易者那里获取的，而葡萄牙人则是从葡萄牙殖民地和印度州的前哨基地获取他们的。这些地方包括了印度、孟加拉、马六甲、印度尼西亚、日本长崎，以及澳门等地的部分地区。一些西班牙人临时性地将这些“奇诺”奴隶的一些人从墨西哥带到了西班牙本土。在西班牙，拥有一名“奇诺”奴隶便能显示很高的身份。一位叫作堂娜·玛丽亚·德·克萨达·伊·菲格罗阿（D. María de Quesada y Figueroa）的西班牙女士在新西班牙收到了一名来自塞维利亚的名叫米格尔（Miguel）的华人男子来作为她的奴隶而侍奉她。米格尔是在1621年被玛丽亚的儿子堂·胡安·德·克萨达博士（D. Juan de Quesada）安排返回新西班牙从而成为玛丽亚的奴隶的。
对三个日本奴隶的记载可以回溯至16世纪。他们分别名叫加斯帕尔·费尔南德斯（Gaspar Fernandes）、米格尔（Miguel），和本图拉（Ventura）。他们在墨西哥死去。这份记载显示了他们是被葡萄牙奴隶贸易者在日本购买，之后被带到了马尼拉，再之后从马尼拉被他们的主人佩雷斯（Perez）船运到了墨西哥。这些亚洲奴隶也有些人被带到了秘鲁利马。在利马那里，有一个小型亚洲人社区，其成员有华人、日本人、菲律宾人、马来人，以及其他人。
最早的华人大规模移民到墨西哥的事件始于19世纪70年代，这是诱使欧洲人定居在北部沙漠失败后的结果。失败的主要原因之一是许多欧洲人无法忍受或者不打算忍受生活在那样的又热又旱的环境之中。于是人们就想到了把生活在与之气候相似的中国地区的华人们带来。墨西哥外交官马蒂亚斯·罗梅罗·阿文达尼奥推动了对这一批早期华人移民的许可，这是因为那些原住民们被认为又懦弱又懒惰。他提出，华人勤劳，服从于当权者，且将会廉价地劳动。这一提议被接受了，但是它只允许华人男子作为客籍劳动者来到这个国家。他们未被期望建立他们自己的群体或者融入墨西哥人口。他们都被期望最终回到中国。对华人进入墨西哥的权利的抵抗甚至就在这个时候开始了，这是因为他们在外貌上的明显差异，再加上针对加利福尼亚华人的暴力行为的报道。从中国抵达的第一批船只之一载有500名华人移民劳动者，他们的目的地是正在特万特佩克被建造的新轨道。
通过双边的《亲善、贸易及航海条约》，华人移民在1893年被公共团体化，这使得他们在墨西哥与该国国民享有同样的法律权利。一些华人在此之前便已抵达了，他们在瓜伊马斯和恩塞纳达建立着小型侨居地，但是到了1895年，该国的华人国民仍然少于1000人。更大规模的华人移民事件发生在1895年到1910年间，其中约有百分之七十来自正在推行反华措施的美国。不过，在埃斯特万·坎图统治期间，数千华人被允许直接从中国进入墨西哥，其中光是在1919年就超过了2000人。许多华人也是从美国被带来的，以及被美国公司直接从中国带来。他们在墨西哥建造轨道，以及在矿场和棉花田里工作──尽管墨西哥工人表示抗议。这股移民潮导致了华人社会出现在了墨西哥的一些地方，其中包括曼萨尼约、华雷斯城、萨利纳克鲁斯、马萨特兰、坦皮科、韦拉克鲁斯、彼德拉斯内格拉斯。他们集中在墨西哥北部，这是因为这些地方接近美国，并且有着发展经济的机遇。
根据国家外籍人员登记处（Registro Nacional de Extranjeros）的资料，无论直接来自中国，还是来自美国，华人移民绝大多数都是男子（98%）并且他们年龄在15岁到29岁间。从北部沙漠到尤卡坦，在棉花田、赫纳昆（龙舌兰的一种）种植园、矿场，以及其他的劳动密集地区，都能找到这些劳工。
这些移民很快从劳工变为了商人，开创了他们自己的小型事业。到了墨西哥革命之时，一些华人商人对部分经济已有了重要的控制，其中，由索诺拉等州的轨道与矿场所创立的那些新市场，尤为被华人商人们所控制。这些华人行业集中在索诺拉与下加利福尼亚并处于支配地位，但是那些创业的机遇还将华人们带到了其他的地方，比如诺加莱斯、托雷翁及蒙特雷。到了1910年，光是索诺拉便有4486名华人，并且华人成为了到目前为止存在数量最多的外来人。华人们集中在一些城镇和一些行业之中。虽然在1910年到1930年间，他们仅占索诺拉总人口的一、两个百分点之间，但是这样的集中却令他们变得显著。由于华人的事业会产出税收并提供必要的货物，所以它们在最初受到了市政管理机构们的欢迎与保护。然而当一些大规模的行业壮大了之时，大多数华人企业还是小型的，还在市集与街道上进行销售，或者进行挨家挨户的销售。
华人在索诺拉和墨西哥其他地区取得的经济上的成功来源于其扮演的“中间人少数族裔”角色。他们填补了墨西哥经济中的重要职位。墨西哥社会在传统上被分为富人和穷人，而没有中产阶级。美国以及其他国家的企业家们在北方各州构成了上层阶级，而土生土长的墨西哥人们则留在下层阶级之中。两者都不属于的华人们成为了这两个阶级间的一种中间人。这些华人的成功也是因为强烈的劳动道德和勤俭节约，而且还是因为通常限制于其族群内的非正式的、互补的劳动关系。已经在墨西哥站稳了的华人会雇用新来的华人，尤其是来自中国的华人，将他们当作廉价而又忠心的劳工来源。这些新移民不仅会得到他们的薪水，还会得到业务知识和经验。许多华人社会网络在墨西哥发展了起来。在墨西卡利尤为如此，并且当地的华人群体中还产生了一种非正式的贷款业务，这种机构被叫作“会”（Hui）。
作为在墨西哥社会消除其种族差别待遇的一部分，大多数华人都采用了一个墨西哥名，之后再使用他们的汉语名字为姓，并且拉丁美洲的许多地方的华人都是这么做的。一些人学习了西班牙语并设法入籍为了墨西哥公民。

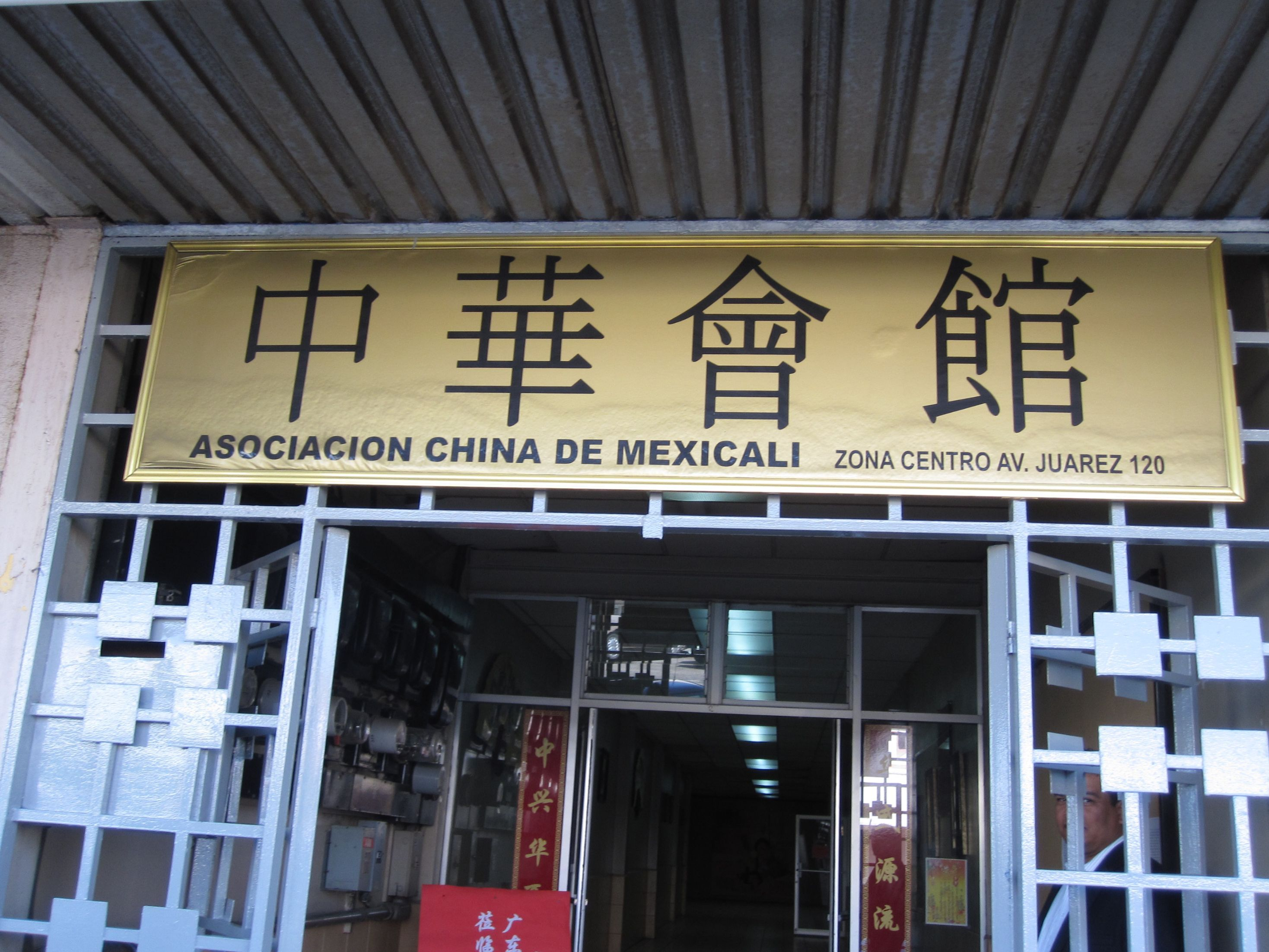
墨西卡利中华会馆。

墨西卡利的华人创立了中华会馆。这是一个社会组织，并且它在一定程度上还致力于从海外获得华人妻子。这个组织在今天依然存在着。不过，大多数华人男子娶的是墨西哥女子，但是他们保留了他们大多数的习俗和文化传承。这样的婚姻中的女方大多数都是通过与其家庭的业务接触而认识的。在一些事例中，这样的婚姻是被女方家庭鼓励的，而在其他的事例中，男女间的关系则是秘密发展的。
在下加利福尼亚，大多数华人最初是在世纪之交移民到墨西卡利并签约为科罗拉多河土地公司（Colorado River Land Company）的劳工的。这家公司是一家美国企业，致力于在科罗拉多河沿岸及其三角洲建立发展中的农田。这些华人有的来自美国，有的直接来自中国。他们被高薪的承诺所诱惑，但是这些承诺从未实现。美国人并不直接监管最初的清理与灌溉工作。他们将1,000英畝（4.0平方）的土地租给承包人，而这些承包人大多数是华人，这些华人之后又会与华人劳工签约来创建棉花田。到了1919年，为华人所拥有的棉花田有五十块，占了差不多75,000英畝（300平方）的土地，生产的棉花产量占墨西卡利谷总量的80%。在最初的灌溉与清理工程之后，许多华人聚集在了墨西卡利的一个地区，这个地区现在被叫作“唐人街（La Chinesca）”。到了1920年，华人民族的居民与墨西哥人在数量上的比例超过了10000比700。在美国禁酒时期，美国人越过边境来喝酒和赌博，因此这一地区在这期间发展迅速。最终，这个唐人街差不多为这座城市的所有的赌场、妓院及鸦片馆提供了房子。
另一个形成了一个定义明确的华人群体的地区是在墨西哥城。在世纪之交，当地注册的华人只有40人，但是在1910年，却达到了1482人。到了20世纪20年代，这个集中在阿拉梅达中央公园与优美艺术宫正南方的多洛雷斯街（Dolores Street）的群体，已被稳固地建立并稳定地发展着。这其中的一个原因是在墨西哥革命初期，北部的许多华人为了逃离暴力行为和日益增长的反华情绪而向南移民到了这里。这些人加入了那些已经生活在了首都这里的华人们，而正好这些当地的华人们有着雇用“新华人”的业务。通过在这座城市的历史中心里及其附近形成新的业务，这些华人的群体得到了扩大。一个常见的业务就是为华人与墨西哥人提供食物的中国饭店（Café de Chinos）。今天在墨西哥城仍然能找到这些场所。当地的唐人街以外的一个地方后来成为了许多华人业务的所在地，这个地方就是布卡雷利街（Bucareli Street）。这里由华人群体捐款修建了一座钟，以庆祝1910年墨西哥独立百年纪念。在1913年2月的十日悲剧期间，原来的那一座被摧毁了，后来它又被新的所替代。
在20世纪20年代，墨西哥的华人群体数量众多，并且在当地政治中影响很大，在下加利福尼亚尤为如此。不过，他们也分为了两个阵营，这两个阵营也大致上匹配于当时中国的政治局势。其中一个叫作致公堂（Chee Kung Tong，较为守旧的组织），另一个则叫中国民族主义党（Partido Nacionalista China）。后者支持的是孙中山的更为西化的运动。这两个阵营划分了业务领地，尤其是边境一带的赌场与大型市场等地区。这两个群体之间的政治斗争给了这些华人一个暴力的名声，在墨西哥北部尤为如此。
从1895年到1926年间，华人移民增长迅速，其总人口从1000人多一点增长到了24000人以上。不过，20世纪30年代对华人的排斥与驱逐将会令其人口在1940年的整个墨西哥都处在5000人以下。

## 反华运动
在墨西哥革命期间，一场反华运动出现了，并且在大萧条时期，这场运动达到了巅峰。在19世纪下半叶，华人在墨西哥的经历与待遇跟他们在加利福尼亚所经历的类似。最初他们被欢迎前往那些需要大量廉价人力的无人居住的地区。这个两个地方的边境环境也允许了华人用辛勤的劳动创造出他们自己的经济地位。这些华人普遍说来都是吃苦的、俭朴的、在其群体内互助的，并且他们经常成为成功的农业承包人，或者在商务企业中获得成功。当他们的人口到达了总人口的某个百分比时，或者当他们在财政上成功达到了某个数额之时，边境两边都出现了强烈的反对。

### 墨西哥革命
在索诺拉和墨西卡利地区，华人都成为了当地商人阶层的支配者。到了1925年，墨西卡利毫无疑问地成为了西北墨西哥的华人定居、经济和文化中心。与此同时，土生土长的墨西哥居民对华人的怨恨与敌视也在增长。在1910年爆发的墨西哥革命之前，反华的情绪就已被表达了出来。无论如何，这场革命所强调的爱国主义和民族主义正好点燃了反对外国人的愤恨，以作为对迪亚斯对外来事物的重视的反对。在多面努力使国家和经济“墨西哥化”之下，这场革命达到了高潮。这些努力在北部最强。对华人的迫害主要限于北部，不过这样的行为也具有民族性，这主要是因为从北部边境各州出来的革命领袖们的政治影响。
在墨西哥革命期间及之后的几年里，“墨西哥性（Mexicanidad）”这一概念在政治上和法律上都是一个重要的概念。在《1917年宪法》之前，墨西哥的人民被按种族划分阶层：欧洲白人、混血儿（欧洲人与原住民的混合）、原住民，还有一些非洲人也被承认了。这是从殖民时代的等级系统的一个转移，它并不包括亚洲人。在革命之后，混血儿们作为一种完美的或“广大无边的”墨西哥族而被接受。所有外国人被革命领袖们提醒了他们的外人身份并成为了结束这个国家的外来影响的运动的目标。这是对这一怨恨的一场公开的表达，这一怨恨在波尔菲里奥·迪亚斯时代就在墨西哥被建立了。在革命期间，这个国家的许多欧洲人和美国人离开了。不过，由于华人仍然被美国排斥着，所以其数量事实上还增加了。
作为民族建立这一努力的一部分，种族的概念在1930年的人口普查时被废除。之前的人口普查确实会记下种族，而那些华人血统的人便被如此记下。不过，由于缺乏种族类目，再加上涉及到民族的法律很复杂，所以谁是墨西哥人，谁又不是，这一条线很模糊。这不仅影响到了那些从中国移民而来的人，还影响到了他们的墨西哥人妻子和混血的孩子们。根据妻子嫁给其丈夫的时间和孩子出生的时间，在别的一些因素之下，这些妻子和孩子能够不被视为墨西哥国民而被视为中国人。虽然不能证明从这样的人口普查中得到的这些信息在20世纪30年代在对华人男子及其家人的大规模驱逐中被使用了，但是这些信息反映出的他们的不确定的法定身份将使他们在面对驱逐时几乎得不到保护。

### 托雷翁大屠杀
科阿韦拉州的托雷翁是墨西哥北部的一座城市。1906年，流亡海外的康有为到达墨西哥，并在当地进行投资，他还在当地建立了“华墨商业银行”。第二年，该银行甚至还在当地修建了有轨电车线路。托雷翁因此在商业上变得繁荣。
1911年5月15日，潘乔·比利亚的反政府军队攻入托雷翁，他们在商业区进行了抢劫与屠杀，洗劫了华人的家和企业。“华墨商业银行”亦被洗劫。303名华人在这次暴乱中丧命，一些其他国家的人也遭受到了反政府军的打击。

### 清廷的护侨行动

#### 出使墨西哥钦差大臣
清廷于1903年开始派遣出使墨西哥钦差大臣，由出使美国钦差大臣兼任，同时设总领事兼参赞一员。三位到过任的大臣都为墨西哥华人争取过利益。
首任大臣梁诚将“卖猪仔”的情况反映给了清廷。在清廷的干预下，墨西哥的“卖猪仔”之风有所收敛。
1905年，美国与墨西哥先后通过排华法案。第二任大臣伍廷芳曾为了此事而在美国和墨西哥两国之间不断游走，以解决危机。
1911年，“托雷翁大屠杀”发生后，第三任大臣张荫棠从美国赶赴墨西哥，办理华侨偿失赈抚事宜。经过与墨西哥政府的交涉，弗朗西斯科·伊格纳西奥·马德罗同意为在这场排华风潮中被打死的华工支付310万墨西哥比索的赔偿。

#### 海圻号
同样地，在托雷翁大屠杀发生后，清廷驻墨西哥临时代办沈艾孙急电北京。当时外出访问的清国海军巡洋舰“海圻号”正位于北大西洋，清廷便电令“海圻号”向墨西哥进发。在“海圻号”的威胁下和其他国家的政治压力下，墨西哥同意了道歉与赔偿。“海圻号”因此停止了向墨西哥进发。
之后不久，清政府灭亡。中国处在辛亥革命的影响下，而墨西哥也遭遇了比克托里亚诺·韦尔塔的政变。中国与墨西哥都处在了革命活动的巨大混乱局势之下。墨西哥政府因此从未进行过赔偿。

### 反华情绪崛起
在20世纪20和30年代，反华宣传活动在墨西哥是很显著的，并且酷似美国19世纪的反华宣传活动。华人们被渲染成不讲卫生的人，并且被看成是造成了一些邪恶行为的源头，比如吸鸦片与赌博。他们被指责传播疾病，使墨西哥民族堕落，败坏道德，煽动国内的动乱，以及广泛地侵蚀墨西哥社会与政治的构造。他们对同化的缺乏也受到了攻击。另一项指责是，当墨西哥男人去参加革命或者第一次世界大战了的时候，华人男子（并且几乎所有的墨西哥华人移民都是男子）从墨西哥男人那里偷走了工作和墨西哥女人。
不过，最大的忿恨在于经济。华人被指控在工作上不公平竞争，尤其是在北方各州。之前那些空荡荡的北方各州正开始经历一个劳动力过剩的阶段，这是由于人口增长和产业缩减，比如矿业与石油业。在第一次世界大战之后，在大萧条期间，美国再次遣返墨西哥劳动者，这又加剧了这个问题。而对于华人的业务，这些则被指控竞争不公平以及非法借出业务和拒绝接纳墨西哥劳工。墨西哥的工作应该被留给墨西哥劳动者的观点崛起。在20世纪20年代，各个州和国家的法律都为了这一结果而被制定。这一反华情绪散落到了那些在业务上和在社会上与华人有联系的墨西哥人身上。这些墨西哥人被叫作了“Chineros”和“Chineras”。在20世纪20年代初期，华人男子与墨西哥女子的婚姻被禁止，而已经嫁给了华人男子的女子则被列为国家与民族的“叛徒”。

### 反华运动
全面的忿恨最终在墨西哥北部成长为了正式的反华运动。参与运动的人大多数都积极地在一些组织里活动。这些组织与那些被当作标靶的华人来自同一个社会阶层，或者甚至同一个业务圈。这些组织大多数都是在1922年到1927年间组建的，它们的名字有“赞成种族委员会”（Comité Pro-Raza）和“锡那罗亚反华委员会”（Comité Anti-Chino de Sinaloa）等。这些中为首的是小型矿业镇马格达莱纳-德基诺的“商人商务协会”。其领导人是何塞·马利亚·阿拉纳（José María Arana）。其目的是“保护墨西哥商人并清除掉索诺拉的华人老板们”。这些组织共同地推进对墨西哥华人的排斥与驱逐。这些组织的第一场大型集会发生在1925年的诺加莱斯并成立了“国家反华指导委员会”（Comité Directivo de Antichinismo Nacional）。另一个庇护组织，“国家反华工人联盟”（Liga Nacional Obrera Antichina），于同年成立于塔毛利帕斯。这些组织和各州政府与国家政府里的许多人一起推动了对华人实行种族隔离，禁止人种混合婚姻，以及最终驱逐出境的法律。这些组织不仅未被视为非法的，而且被各州政府甚至阿尔瓦罗·奥夫雷贡与普卢塔尔科·埃利亚斯·卡列斯等总统们所容忍，甚至被接受。最终，连国家政府都觉得华人移民们关系到国家利害并委托进行了各种研究调查，以证实那些所声称的威胁。
在20世纪20与30年代，墨西哥北部有数百华人遭到拷打与谋杀。最重大的一次行动发生在更早的时候，即上文所述的“托雷翁大屠杀”。这场大屠杀也激励了墨西哥的反华运动。

### 索诺拉、下加利福尼亚及墨西哥城的反华情绪
由于其显而易见的外表，华人在刚刚到达索诺拉时就遭受到了歧视。负面的态度与戏谑大量存在，并且一些人将华人视为异类与外来者。反华情绪第一次在索诺拉增强并且成为了墨西哥反华运动的主要中心。这个州的强大的政治领导力推动了联邦政府在1921年取消进一步的从中国移民，使之废弃了《亲善、贸易及航海条约》，并且使得所有的外来体力劳工在八年后被禁止。诺加莱斯的中国领事馆在1922年关闭。
墨西卡利的华人数量之多，使之能为华人们提供一定的保护，它也成为了从别的地区逃离迫害而来的华人们的一个避难所，尤其是在1915年后对于索诺拉和锡那罗亚的华人们来说。不过，即使在这里，早在1925年，在拉奇内斯卡（La Chinesca），与卫生和建筑相关的法规也被有选择性地实施，以反对当地的华人家庭。在20世纪30年代，那些“正规的”反华组织转战到下加利福尼亚，不过他们在当地的力量从未及他们在索诺拉时的力量。华人时代的终结是在1937年到来的。当时拉萨罗·卡尔德纳斯总统没收了大多数外来人的保有地并迫使数千华人离开了三十多块大型棉花农场。这些华人被迫迁到了墨西卡利，或者离开了这个国家。
在其他地区，包括墨西哥城，从20世纪20年代开始，华人被强迫居住在贫民区，而如此隔离他们则是出于墨西哥人所认为的卫生与道德的理由。尽管华人的企业遭受着“墨西哥民族主义者联合会”（Unión Nacionalista Mexicana）和“联邦区赞成种族运动”（Campaña Pro-raza de Distrito Federal）之类的反华群体们的反对并且华人在这个国家开始受到驱逐，然而华人们仍然设法在这座城市的历史上的中心里及其附近，开设了他们的企业。他们还接受从这个国家其他地方逃来的华人们。

### 驱逐与排斥
早期的对墨西哥华人领袖们的驱逐是阿尔瓦罗·奥夫雷贡批准的，这是因为在20世纪20年代发生在墨西卡利的华人阵营间的暴力行为。不过，在20世纪30年代，大规模的驱逐开始出现，当时的乡村华人和墨西哥籍华人人口中有将近70%被放逐或被用其他方式驱逐出这个国家。
大规模的排斥主要是在索诺拉和锡那罗亚实行的，这部分原因是因为华人在当地有着巨大的人口，不过，驱逐华人的行为在整个国家都有。一些人华人被直接赶回了中国，不过许多别的华人则通过索诺拉边界被赶入了美国──虽然排华法律在美国仍然有效。在一些事例中，华人还来不及卖掉或用别的办法处理掉他们在墨西哥的财产就被驱逐走了。在弗朗西斯科·S·埃利亚斯（Francisco S. Elías）当索诺拉州长时，如果当地的法官发布的保护令状偏袒了被驱逐的华人，他们就会被埃利亚斯开除。随后一任州长，鲁道夫·埃利亚斯·卡耶斯（Rodolfo Elías Calles），是将大多数墨西哥华人家庭排斥到美国的领地去的负责人。尽管这造成了外交上的问题，埃利亚斯·卡耶斯也没有停止驱赶这些家庭，直到他本人被从索诺拉赶走。不过，到他被赶走的时候，索诺拉的墨西哥华人几乎全都消失了。根据1940年的人口普查，只有92名华人仍然生活在索诺拉，其中三分之二以上已取得了墨西哥公民身份。这导致的预料之外的结果就是索诺拉的经济差点崩溃。下加利福尼亚的州长阿韦拉尔多·L·罗德里格斯也积极地参与了对他的州的华人的驱逐。罗德里格斯驱逐华人的法律依据是与两个华人犯罪团伙相关的暴力行为，不过那些与此不相关的人也被驱逐了。锡那罗亚州在同一时期也将它的华人人口从2123人降低到了165人。
北方边境各州的许多华人迁移到了墨西哥的其他地区，以避免被驱逐出这个国家。一些人逃到了反华运动并没有那么剧烈的下加利福尼亚州或奇瓦瓦州。另一个有许多华人逃来的地方是墨西哥城。不过，整体的墨西哥华人家庭则被护送到了与美国相交的索诺拉边界，并被驱逐到了亚利桑那，而其手段为推着他们越过边境栅栏中的空隙。这绷紧了墨西哥与美国间的关系。美国将这些家庭的大多数扣留在西南地区的移民监狱，之后又将他们赶回了中国。在1934年，美国呈出了来自3000多名位于外国领土上的墨西哥华人的控诉。美国政府将这些人赶到了中国，因此向墨西哥要求支付费用。但最后，墨西哥仅支付了一小部分的费用。

## 广东与澳门的墨西哥华人群体
面对着迫害与大规模的驱逐行为，许多人自发地离开了墨西哥，回到中国。那些不愿意自行离去的人，大多都是完整的家庭，并且他们要么被直接送到中国，要么被迫非法穿越边界到达美国。这还包括了嫁给了中国男人的墨西哥女人和他们的混血的孩子们。到达中国之后，大多数墨西哥华人家庭都定居在了广东省和葡属澳门，这两个地方是发展中的墨西哥华人飞地。澳门之所以能吸引这些避难者，是因为它具有一种世界性的气氛，更能接受跨种族的结合，并且葡萄牙人对它的影响使得它具有一种熟悉的拉丁文化面貌。在20世纪早期，随着它的人口翻倍到150000人，它也成为了许多不同种类的避难者们的家园。澳门的天主教教堂对这一群体变得十分重要，因为人们在这个地方聚会，会见其他人，为返回墨西哥而联系，得到精神与经济上的支持。
这个群体中的大多数人对于墨西哥对他们的排斥从不接受，并且会为争取返回墨西哥的权利而奋斗若干年。随着这些人经历了中国在20世纪的苦难，经历了第二次世界大战中的日本入侵，即抗日战争，以及共产主义革命和冷战，他们作为“墨西哥人”的身份变得更为显著。而对于那些墨西哥女人，生活是特别艰难的，因为中国的性别准则跟墨西哥的非常不同。她们中的一些人的丈夫已经在中国有了妻子，因此她们发现她们被降级为了第二妻子或小妾的身份。这通常会导致分家并与墨西哥和中国混血的孩子们关系决裂。
澳门与广东的墨西哥华人群体的规模在20世纪有涨有落：一些人迁移到了中国的其他地方，一些人则设法回到了墨西哥。这个群体分散在了这一地区并四处迁移。到了20世纪50年代晚期，这一群体在中国的这一地区已经非常出名，以至于“像墨西哥人一样”这一短语变得指的是贫穷而没有身份的人。

## 归国
从20世纪30年代到60年代，中国的墨西哥华人为了被允许回到墨西哥而从事运动。他们的运动的一部分就是丢弃或者忽视自己的中国传统，而在冷战时期，尤其如此。墨西哥华人家庭被推动去这么做的一个原因是他们在中国所面临的问题。这些问题包括了经济上的艰难，与中国文化的疏远，以及中国所发生的剧变。这些问题使得墨西哥成为了一个更加令人向往得多的居住地。为了坚持他们的诉讼，墨西哥华人将他们的混血身份与“种族混合”（Mestizaje）这一概念联系起来。这一身份正是墨西哥民族的概念，它基于种族与文化的混合。
从20世纪30年代早期，到至少是20世纪80年代，更小的群体回归墨西哥。第一次大成功是拉萨罗·卡尔德纳斯允许了至少400名墨西哥妇女与更多的中国籍墨西哥儿童在1937年和1938年回归。不过，他们的中国丈夫与父亲未被允许回归。
在20世纪50年代后期，墨西哥狮子会涉入了将墨西哥华人带回去的活动。这个组织的上一代成员主要是中产阶级的行家、商人，以及支持过驱逐华人的人。不过，这些群体现在也是反共的，因此，他们致力于将墨西哥人从共产党政府下“解放”。这一组织在北部各州的各分支写信给联邦政府，催促他们提供文件并让这些身处中国的墨西哥国民回国。这导致了在1960年，在阿道福·洛佩斯·马特奥斯总统任期内的第二次的大成功的回国活动。尽管对于墨西哥华人的归来，仍然有着抵抗活动，并且在索诺拉尤为显著，但是狮子会和其他组织的工作是能够压倒这些的。

## 今日墨西哥华人
在2008年，据估计有70000名华裔生活在墨西哥。今天在墨西哥有两个重要的华人社区，或者说“唐人街”：墨西卡利的拉奇内斯卡和墨西哥城的唐人街（Barrio Chino）。
不过，紧张局势仍然存在。在墨西哥同处在中国的伙伴做生意的华人们经常被视为对民族利益的威胁。有些制造业者在进口方面竞争不过华人。当涉及到了这些企业以及由此而发散的其他企业之时，这种威胁就显得尤其明显。在敌对的新闻媒体和反对华人企业的敌意法案中，这也是尤其明显的。

### 墨西卡利
墨西卡利的华人社区或者说“拉奇内斯卡”，人口约5000人。它也许是墨西哥最大的唐人街。这其中部分原因是许多华人被遣返来到这里，以及一些难民们也从被击败的国民党中国来到这里。不过，从20世纪中期起，几乎没有新的华人再进入过这个城市了，并且许多墨西哥人也已搬到了这里。此地的华人人口已经被严重弄混合了，而这些墨西哥人的到来进一步稀释了华人人口。20世纪20年代的纯种华人有35000人，而此时纯种华人的人口数下降到了约10000人。这些人与一般的墨西哥人口的婚姻是常见的。如今，约有50000名居民是华裔，比想象的更多。墨西卡利的墨西哥华人平等地将他们自己视为“箭矢野草”（Cachanilla，当地的一种植物），这一术语被用来指本地人。这些墨西哥华人还将他们自己视为与这个城市的别的任何居民都平等──即使他们除了西班牙语之外，还说粤语。不过，作为零售企业、服务行业以及房地产公司的拥有者，墨西哥华人仍然在这里鹤立鸡群。
按人均计算的话，墨西卡利比墨西哥的别的任何城市都有更多的中国餐馆，并且多为粤菜馆。这个城市的中餐馆超过了一千家。不过，这一烹调法已经随着岁月而改为了当地的口味。这里的大多数菜在上菜时都还会附上一小碗极像肉排酱的调味料，这种东西是来自北部墨西哥菜的一件附加品。中国菜也被补充进了玉米粉薄烙饼、调过味的米饭，以及烤肉。
拉奇内斯卡仍然是幸存的墨西哥华人身份与文化的中心。当地的华人各协会付出努力，以求通过粤语课、书法课，以及中国节日的主办人的身份，来保存住中国的语言和文化。不过，仍然生活在这个镇区的人已经非常非常少了，因为它已经和这个历史中心的其余部分一起恶化了。那些华人后裔们大多数都和这个城市的其他人口一起生活在了这个城市的南部和西部。复兴拉奇内斯卡并使之成为一个旅游热点的诸尝试并未成功过。

### 墨西哥城

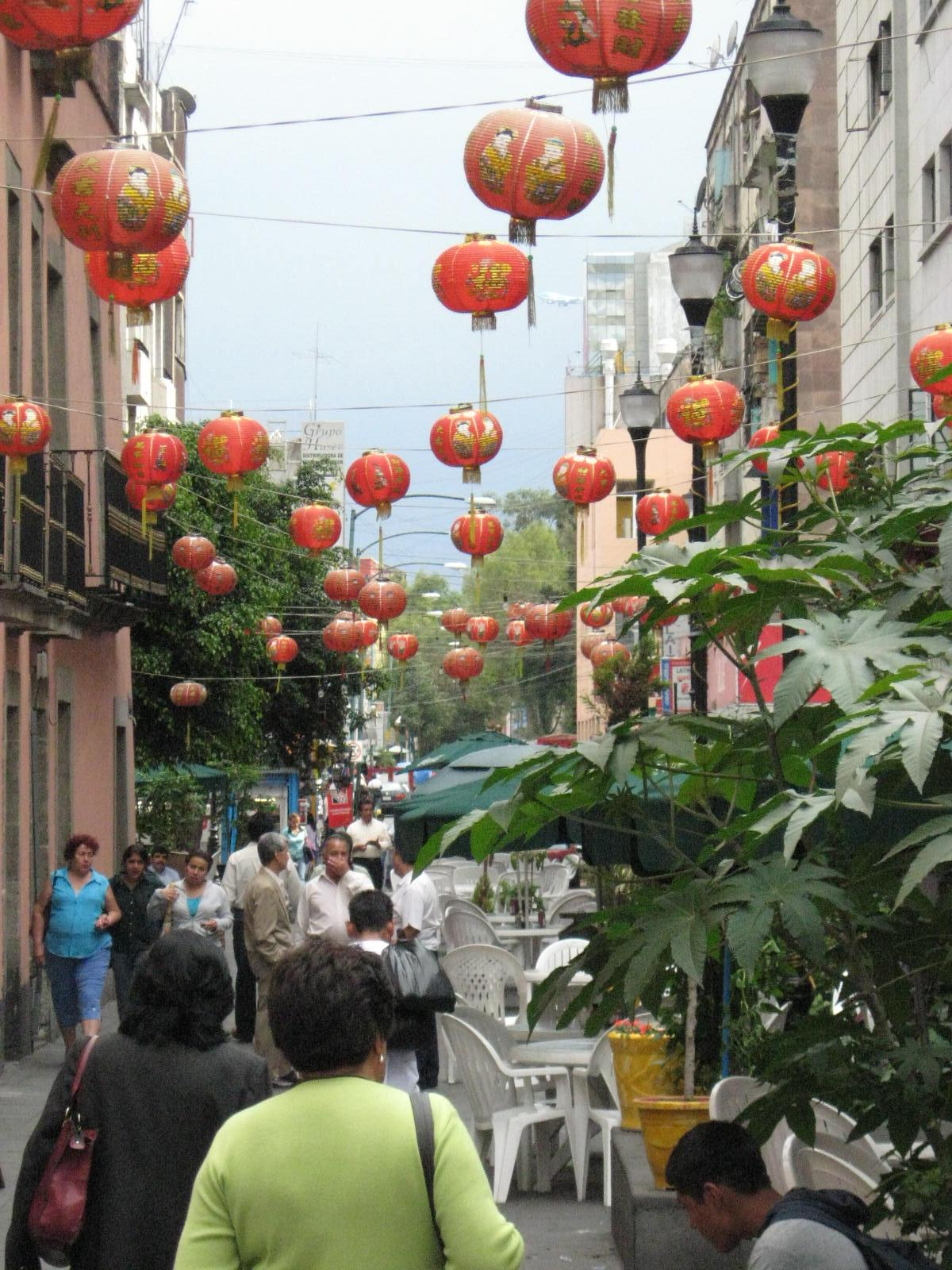
墨西哥城多洛雷斯街。

墨西哥城的华人社区，或者说“唐人街”（Barrio Chino），也许是世界上最小的唐人街。截止2003年，今天墨西哥城的唐人街仅仅是多洛雷斯街上的两个街区，以及从这条街向东西延伸出的一个街区，并且只有七家饭店和少量的重要的商行。这个唐人街的建筑物跟这座城市的别的建筑物没有区别，但是这里的商行不是饭店就是进口商行。这里大多数的店铺与饭店都有着大量的中国风的装饰品与祭坛，不过也能见到瓜达卢佩的圣母与圣犹大·达太（墨西哥的一位受欢迎的圣人）的塑像。
除了华人在20世纪30年代遭到驱逐以外，这个唐人街如此地小的另一个原因是墨西哥城的墨西哥华人人口已经与原住民人口发生了混合，并且在这个城市分散开了。根据墨西哥城政府的数据，这个城市大约有3000个家庭有华人血统。在这个城市的老城区的许多地方，都有“Cafes de Chinos”（中国小餐馆），它们都是提供中国与墨西哥食品的小型饭馆。
不过，这个唐人街仍然是这些墨西哥华人中的许多人的象征性的家园。这些人因为同胞间的友爱与忠诚和为了传承他们的文化而聚集在那里。建立于1980年的墨西哥AC中国社区（Comunidad China de México, A.C.）资助中国节日、课程以及其他的活动来维持与促进墨西哥华人文化。到目前为止，最大的年度活动是中国的春节。它不仅吸引来了这个城市其他地方的成千上万的访客，并且还得到了大型赞助方的资助，比如考乌特莫克自治市镇和可口可乐公司。

## 扩展阅读
- 基夫·奥古斯丁-亚当斯 (2009年春). 制造墨西哥：合法国籍，华人民族，以及1930年人口普查. 出自: 法律与历史评论 (伊利诺伊大学) 27 (1).
- 高坚 (2019).“重现墨西哥排华时期华人的声音，”拉美学人 63, no.1, 48-72.
- 伊翁内·比尔希妮娅·坎波斯·里科 (2003). 墨西哥华人群体的形成：政治、移民、反华行为及社会与文化关系（论文）. 墨西哥城: 国立人类学与历史学校（人类学与历史国立研究所─公共教育秘书处）. （西班牙文）
- 格蕾丝·德尔加多. 让华人成为墨西哥人：全球移民、地方主义，以及美墨边境的驱逐. 斯坦福: 斯坦福大学出版社, 2013.
- 胡其瑜. 移民到发展中社会：北墨西哥华人，1932-1975. 出自: 亚利桑那历史期刊, 21 (1980).
- 胡其瑜. 墨西哥种族主义与反华迫害. 出自: 美亚期刊, 9:2 (1982).
- 胡其瑜. 北下加利福尼亚华人，1910-1934. 出自: 下加利福尼亚与北墨西哥边界. 圣地亚哥: 圣地亚哥州立大学出版社, 1986.
- 胡其瑜. 华人. 出自: 墨西哥百科全书, 第1册, 第245-248页. 芝加哥: 菲茨罗伊与迪尔伯恩出版社, 1997.
- 利欧·雅克. 1911年（科阿韦拉）托雷翁华人大屠杀. 出自: 亚利桑那及西部, 16 (1974年秋).
- 罗仁波. 墨西哥华人，1882-1940（英语：The Chinese in Mexico） (亚利桑那大学出版社（英语：University of Arizona Press）; 2010), 254页; 将墨西哥视为美国通过《1882年排华法案》后，华人移民的另一个目的地而研究.
- 朱莉娅·玛丽亚·斯基亚沃内·卡马乔 (2009年11月). 跨越边界线，索要一个祖国：墨西哥华人为成为墨西哥人的跨太平洋之旅，20世纪30年代-20世纪60年代. 出自: 太平洋历史评论 (伯克利) 78 (4).
- 朱莉娅·玛丽亚·斯基亚沃内·卡马乔. 墨西哥华人：跨越太平洋移民与寻求一个祖国，1910-1960. 教堂山: 北卡罗来纳大学出版社, 2012.
- 陆华祖, 陈志明, 编. (2010). 拉美及加勒比地区华人 (插图版). 布里尔出版社.